# Reciprocidad (relaciones internacionales)

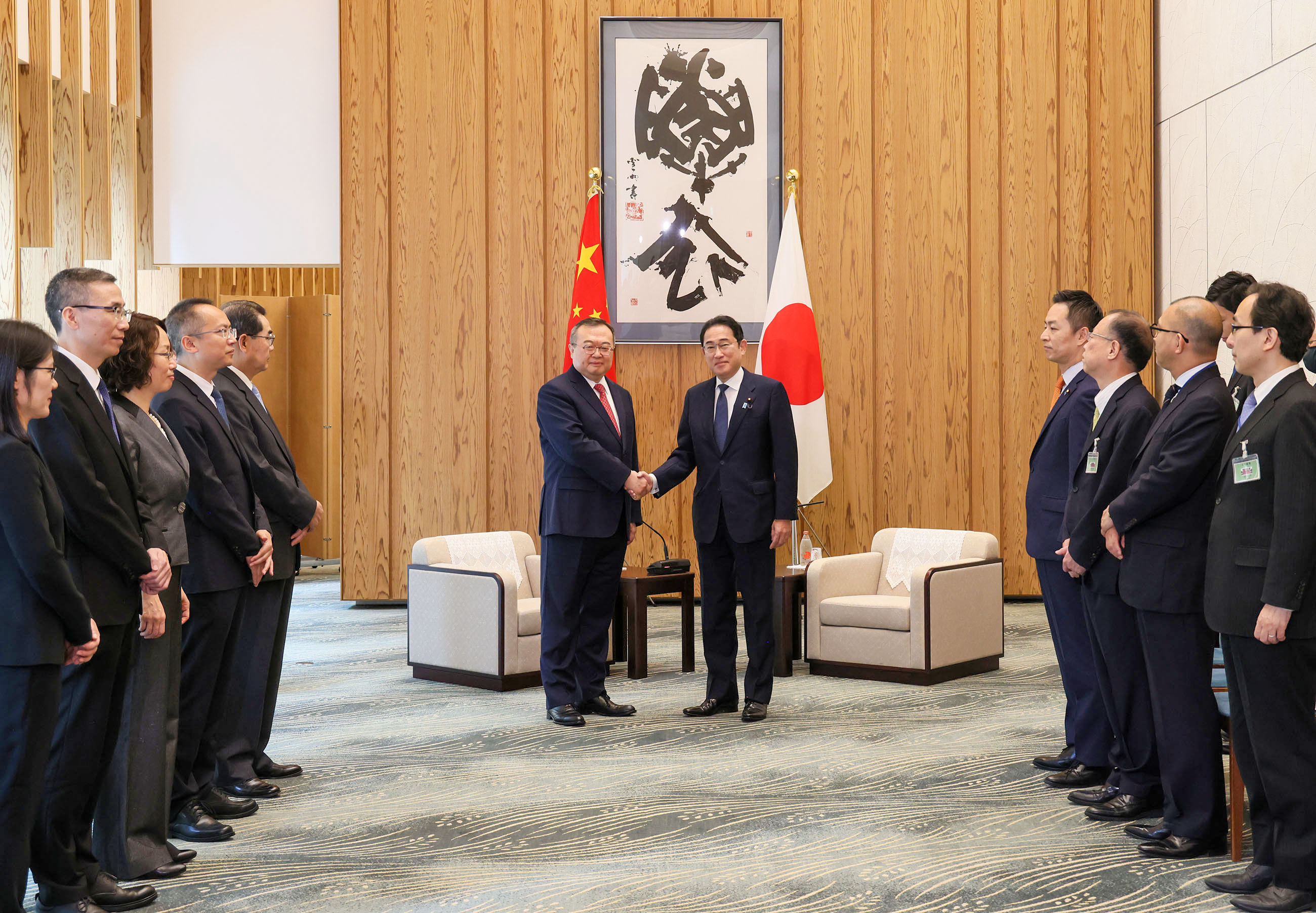
Dos mandatarios de distintos países (en la imagen, los de China y Japón) en una reunión.

El principio de reciprocidad en lo que respecta a las relaciones internacionales y tratados de esta índole, se refiere a que las garantías, beneficios y sanciones que un Estado otorga a los ciudadanos o personas jurídicas de otro Estado, deben ser retribuidos por la contraparte de la misma forma.
La reciprocidad se utiliza habitualmente en la reducción o eliminación de aranceles, la concesión de derechos de autor para extranjeros, el mutuo reconocimiento y ejecución de resoluciones judiciales, la liberación de restricciones de viaje y requisitos de visado. Asimismo, aplica también para el establecimiento de misiones diplomáticas entre dos países y de sus respectivos jefes de misión: embajadores, cónsules y otros cargos. 
El principio de reciprocidad también rige sobre los acuerdos de extradición.